# Eduard Tschunkur
Eduard Tschunkur (* 21. Oktober 1874 in Gouvernement Livland, Russisches Kaiserreich; † 1946) war ein deutscher Industriechemiker bei den I. G. Farben in Leverkusen, der sich mit Synthesekautschuk befasste. 
Tschunkur besuchte das Polytechnikum in Riga. Er entwickelte mit Walter Bock Styrol-Butadien-Kautschuk (Buna S, 1929 durch Emulsionspolymerisation von Butadien mit Styrol) und mit Erich Konrad und Helmut Kleiner von den I.G. Farben Nitrilkautschuk (Buna N) (um 1930).